# Ponale
Ponale is een metrostation in de Italiaanse stad Milaan dat werd geopend op 10 februari 2013 en wordt bediend door lijn 5 van de metro van Milaan.

## Ligging en inrichting
Het station ligt onder onder de Viale Fulvio Testi bij het kruispunt met de Via Ponale.  De toegangen liggen ter hoogte van de tramhaltes vlak ten zuiden van het kruispunt. Naast de trappen aan weerszijden van de Viale Fulvio Testi zijn er ook directe toegangen bij de  tramhaltes tussen hoofdrijbaan en de parallelwegen, aan de oostkant is bovendien een lift voor rolstoelgebruikers. Ondergronds zijn deze toegangen met een voetgangerstunnel onder het plein met elkaar verbonden. Halverwege deze tunnel liggen de toegangspoortjes aan de noordkant en achter de poortjes dalen de reizigers af naar de verdeelhal op niveau -2. In de verdeelhal verdelen de reizigers zich afhankelijk van de gewenste rijrichting over de zijperrons die via trappen en liften aan de randen van de verdeelhal bereikbaar zijn. De metrolijn ligt in een dubbelsporige tunnel die met perrondeuren van de perrons gescheiden is.